# 国道341号
国道341号（こくどう341ごう）は、秋田県鹿角市から由利本荘市に至る一般国道である。

## 概要

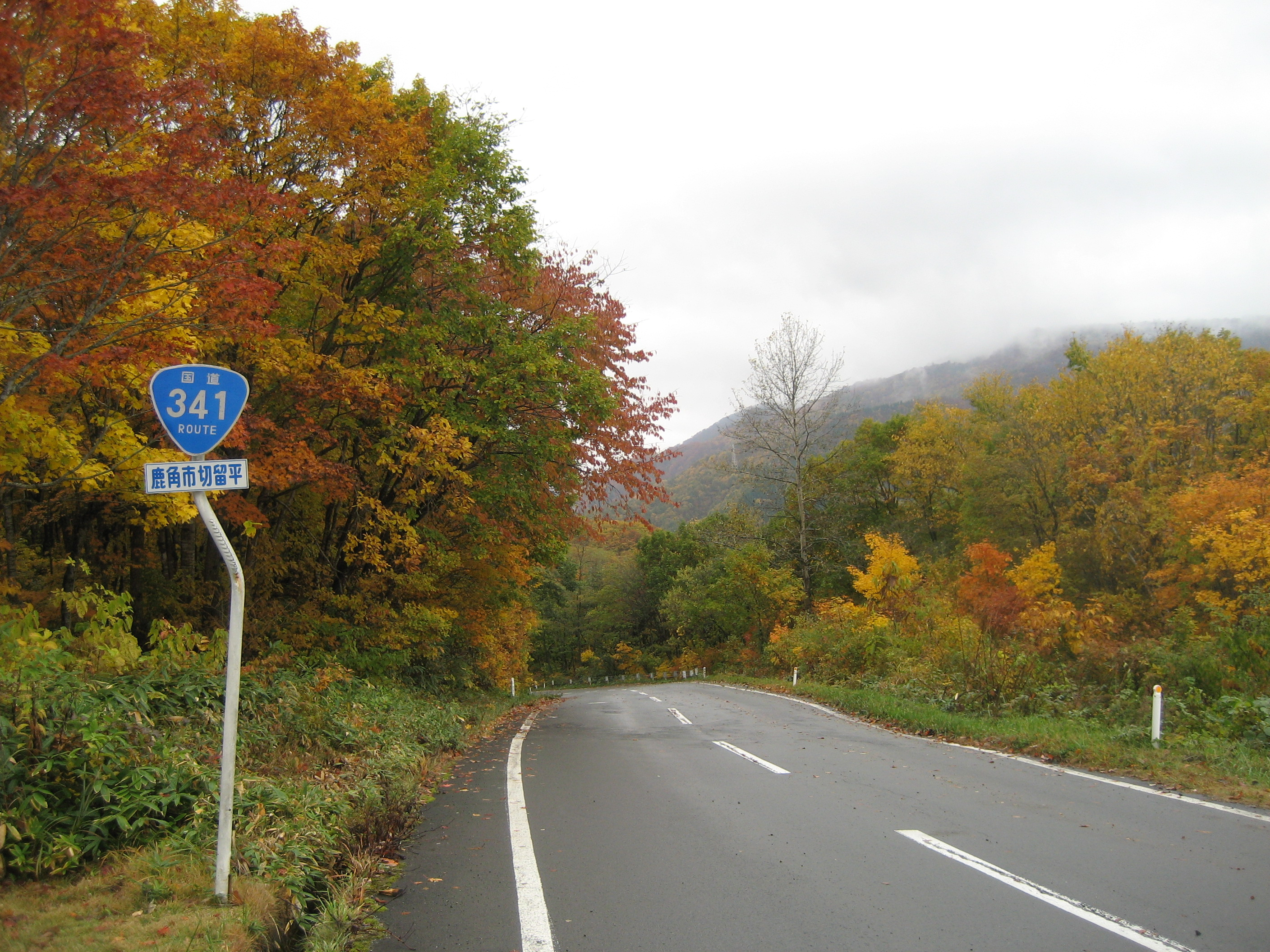
鹿角市切留平付近

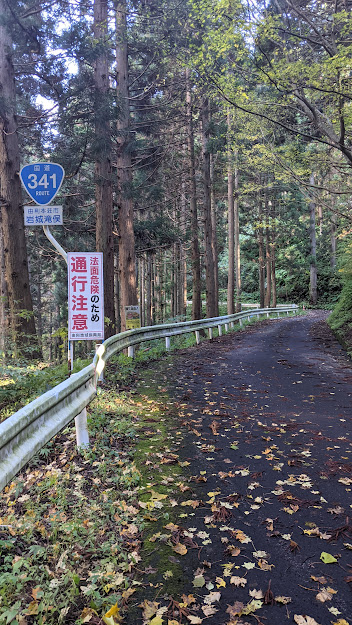
由利本荘市岩城滝俣地内（冬季閉鎖区間）

国道341号は県中央内陸部と鹿角市・十和田湖を結ぶ幹線道路ではあるが、玉川温泉 - 鹿角澄川間が県内有数の豪雪地帯のため冬季閉鎖をし、玉川温泉 - 宝仙湖までは冬期間は関係者と路線バスのみ通行可能になっている。この区間は、試験的に除雪を実施し通年通行を模索している。

### 路線データ
一般国道の路線を指定する政令に基づく起終点および重要な経過地は次のとおり。
- 起点：鹿角市（八幡平字長嶺前田2番8、長嶺交差点 = 国道282号交点）[注釈 2]
- 終点：本荘市[注釈 3]（由利本荘市井戸尻23番11、水林交差点 = 国道7号上、国道105号・秋田県道10号本荘西仙北角館線起点、国道107号・国道108号・国道398号・秋田県道9号秋田雄和本荘線終点）[注釈 4]
- 重要な経由地：秋田県仙北郡田沢湖町[注釈 5]、同郡協和町[注釈 6]
- 総延長 : 173.2 km（重用区間を含む）[2][注釈 7]
- 重用延長：51.3 km[2][注釈 7]
- 未供用延長：なし[2][注釈 7]
- 実延長：121.9 km[2][注釈 7]
  - 現道：118.8 km[2][注釈 7]
  - 旧道：3.0 km[2][注釈 7]
  - 新道：なし[2][注釈 7]
- 指定区間：国道7号と重複する区間（由利本荘市・神ヶ沢 - 水林交差点（終点））[3]
- 冬季閉鎖区間
  - 秋田県鹿角市八幡平切留平 - 秋田県仙北市田沢湖鹿湯
    - ただし、路線バスおよび関係車両は玉川温泉 - 秋田県仙北市田沢湖鹿湯まで日中の指定時間のみ通行可能。

  - 秋田県秋田市雄和女々木 - 秋田県由利本荘市岩城滝の又

## 歴史
現行の道路法（昭和27年法律第180号）に基づく一般国道の路線として、1974年（昭和49年）11月12日政令第364号の公布によって第3次追加指定され、翌1975年（昭和50年）4月1日施行によって国道になった路線である。最初の国道指定では、鹿角市 - 仙北郡田沢湖町（現：仙北市）を結ぶ路線であったが、仙北市以南は、1992年（平成4年）4月3日政令第104号の一般国道の路線指定公布、翌1993年（平成5年）4月施行で延伸された区間である。
1975年（昭和50年）に国道に昇格した仙北市以北は、早くから道路改良が着手された区間であるが、1993年（平成5年）に延伸された区間で、特に秋田市雄和地区 - 由利本荘市岩城地区の高尾山越えは、当初、1車線の未改良ダート区間が残されていた。この区間は、1990年代半ば頃に全区間舗装されている。

### 年表
- 1975年（昭和50年）4月1日 - 一般国道341号（秋田県鹿角市 - 秋田県仙北郡田沢湖町（現：仙北市）
- 1993年（平成5年）4月1日 - 一般国道341号（秋田県鹿角市 - 秋田県本荘市（現：由利本荘市））、新規の昇格区間はもともとあった秋田県道35号協和松ヶ崎線のルートをトレースして指定されている[6]。
- 2011年（平成23年）4月22日 - 由利本荘市岩城滝俣字滝ノ神 - 秋田市雄和女米木（不動ノ滝 - 由利本荘市境界 - 高雄山キャンプ場）間が災害により一時通行止めとなった[7]。
- 2015年（平成27年）4月1日 - 仙北市田沢湖小松字二枚橋 - 仙北市角館町西長野字月見堂間が国道46号から指定解除となり単独区間となる。

## 路線状況
仙北市田沢湖地区から大仙市協和地区の約44 kmにわたる区間は、路線の大部分が国道46号と重複する。また、由利本荘市の日本海に面する神沢 - 終点・井戸尻の約12 km区間は国道7号と重用する。
秋田市雄和女米木 - 由利本荘市岩城滝俣の雄和高尾山越えの区間は、対向車とすれ違い困難な道幅で、路面には無数の石ころや堆積した落ち葉があったり、道路の両側から夏草が覆い被さるように生い茂るなど、いわゆる酷道区間となっている。由利本荘市の郊外、生活道路になっている岩城亀田大町 - 神沢の区間は道路幅が狭く、バス通行が多い。

### 重複区間
- 国道46号（仙北市田沢湖生保内野中 - 仙北市田沢湖小松二枚橋、仙北市角館町西長野月見堂 - 大仙市・上淀川交差点）
- 国道105号（仙北市・本町橋交差点 - 城廻交差点）
- 国道13号（大仙市協和・上淀川交差点 - 大仙市・上淀川橋交差点）
- 国道7号（由利本荘市・神ヶ沢 - 水林交差点（終点））

### 道路施設

#### 橋梁
- 新波橋（秋田市・雄物川）

## 地理

### 通過する自治体
- 秋田県

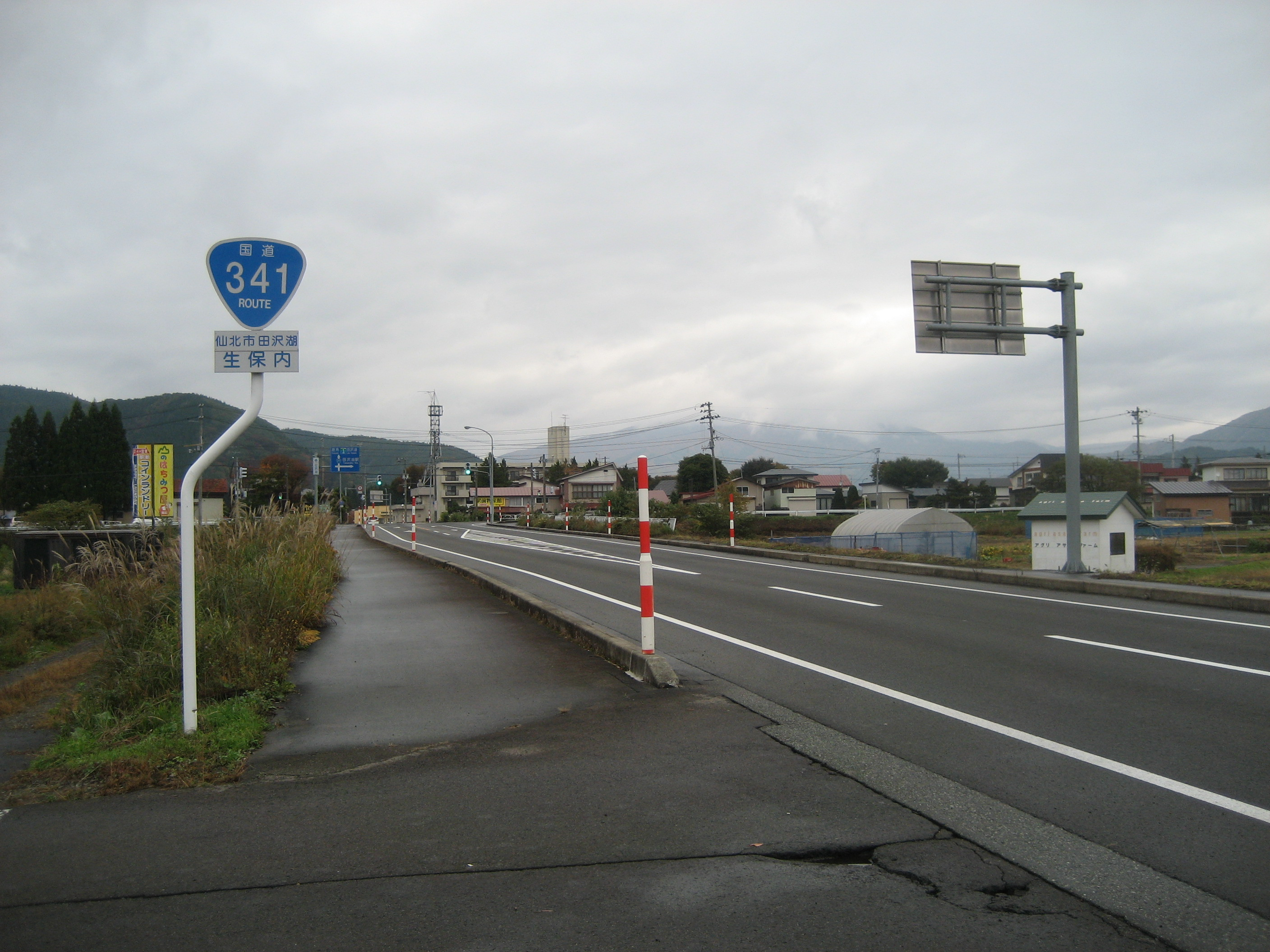
仙北市田沢湖生保内付近

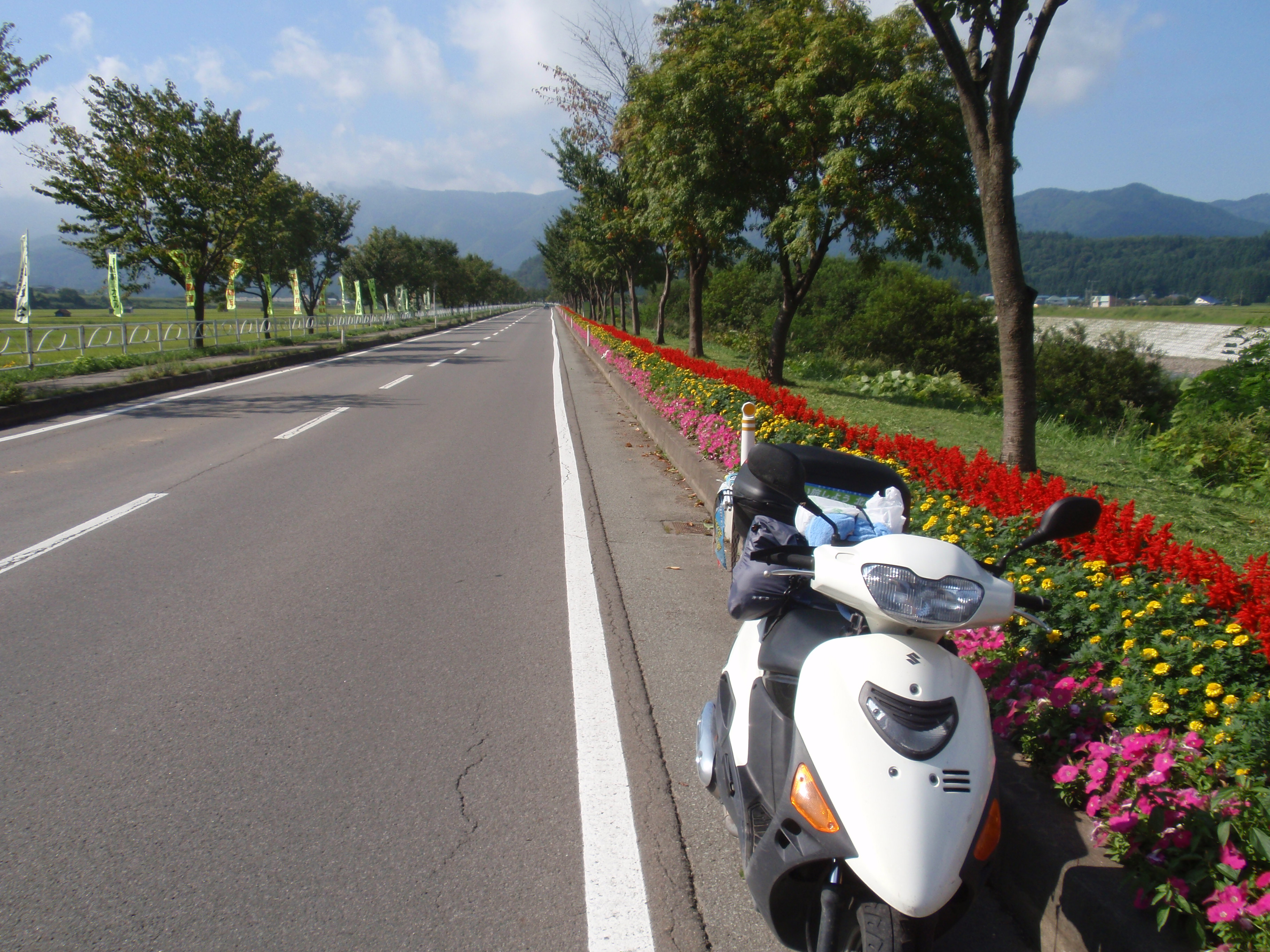
鹿角市谷内付近、熊沢川沿い

  - 鹿角市 - 仙北市 - 大仙市 - 秋田市 - 由利本荘市

### 交差する道路
- 国道282号（鹿角市八幡平字長嶺川原）
- 秋田県道22号比内大葛鹿角線（鹿角市八幡平字長嶺川原）
- 岩手県道・秋田県道23号大更八幡平線（鹿角市八幡平字切留平）
- 秋田県道321号上桧木内玉川線（仙北市田沢湖玉川字下水無）
- 秋田県道248号春山田沢線（仙北市田沢湖田沢東前）
- 秋田県道127号駒ケ岳線（仙北市田沢湖生保内字下高野）
- 秋田県道38号田沢湖西木線（仙北市田沢湖生保内字下高野）
- 国道46号（仙北市田沢湖生保内野中・野中交差点）
- 国道46号（仙北市・羽根ヶ台交差点）
- 国道105号（仙北市・本町交差点）
- 国道105号（仙北市・城廻交差点）
- 秋田県道250号日三市角館線（仙北市・河原町交差点）
- 国道46号（仙北市・月見堂交差点）
- 国道13号・国道46号（大仙市協和境・上淀川交差点）
- 国道13号（大仙市・上淀川橋交差点）
- 協和IC - 秋田自動車道（大仙市）
- 秋田県道319号雄和協和線（大仙市協和中淀川字中村前）
- 秋田県道113号淀川北野目線（大仙市協和下淀川字小猿田）
- 出羽グリーンロード（大仙市協和小種字土渕・地内）
- 秋田県道149号土淵杉山田線（大仙市協和小種字土渕）
- 秋田県道61号秋田御所野雄和線（秋田市雄和向野字牛首）
- 秋田県道9号秋田雄和本荘線（秋田市雄和新波）
- 秋田県道9号秋田雄和本荘線（秋田市雄和女々木）
- 国道7号（由利本荘市・松ヶ崎こ道橋交差点）
- 国道7号（由利本荘市・神沢交差点）
- 国道7号・国道105号・国道107号・国道108号・国道398号・秋田県道9号秋田雄和本荘線・秋田県道10号本荘西仙北角館線（終点、由利本荘市・水林交差点）